# Llista d'asteroides/153201-153300
| Nom                  | Designació provisional | Data de descobriment   | Lloc de descobriment | Descobridor/s  |
| -------------------- | ---------------------- | ---------------------- | -------------------- | -------------- |
| 153201 -             | 2000 WO107             | 29 de novembre de 2000 | Socorro              | LINEAR         |
| 153202 -             | 2000 WJ109             | 20 de novembre de 2000 | Socorro              | LINEAR         |
| 153203 -             | 2000 WF122             | 29 de novembre de 2000 | Socorro              | LINEAR         |
| 153204 -             | 2000 WR129             | 19 de novembre de 2000 | Kitt Peak            | Spacewatch     |
| 153205 -             | 2000 WV159             | 20 de novembre de 2000 | Anderson Mesa        | LONEOS         |
| 153206 -             | 2000 WH163             | 21 de novembre de 2000 | Socorro              | LINEAR         |
| 153207 -             | 2000 XX                | 1 de desembre de 2000  | Haleakala            | NEAT           |
| 153208 -             | 2000 XP3               | 1 de desembre de 2000  | Socorro              | LINEAR         |
| 153209 -             | 2000 XL9               | 1 de desembre de 2000  | Socorro              | LINEAR         |
| 153210 -             | 2000 XQ14              | 4 de desembre de 2000  | Kitt Peak            | Spacewatch     |
| 153211 -             | 2000 XJ16              | 1 de desembre de 2000  | Socorro              | LINEAR         |
| 153212 -             | 2000 XK41              | 5 de desembre de 2000  | Socorro              | LINEAR         |
| 153213 -             | 2000 XX44              | 8 de desembre de 2000  | Socorro              | LINEAR         |
| 153214 -             | 2000 XP51              | 6 de desembre de 2000  | Socorro              | LINEAR         |
| 153215 -             | 2000 YR8               | 17 de desembre de 2000 | Kitt Peak            | Spacewatch     |
| 153216 -             | 2000 YR19              | 28 de desembre de 2000 | Fair Oaks Ranch      | J. V. McClusky |
| 153217 -             | 2000 YX19              | 26 de desembre de 2000 | Haleakala            | NEAT           |
| 153218 -             | 2000 YU23              | 28 de desembre de 2000 | Kitt Peak            | Spacewatch     |
| 153219 -             | 2000 YM29              | 27 de desembre de 2000 | Anderson Mesa        | LONEOS         |
| 153220 -             | 2000 YN29              | 28 de desembre de 2000 | Kitt Peak            | Spacewatch     |
| 153221 -             | 2000 YU37              | 30 de desembre de 2000 | Socorro              | LINEAR         |
| 153222 -             | 2000 YD43              | 30 de desembre de 2000 | Socorro              | LINEAR         |
| 153223 -             | 2000 YR47              | 30 de desembre de 2000 | Socorro              | LINEAR         |
| 153224 -             | 2000 YR48              | 30 de desembre de 2000 | Socorro              | LINEAR         |
| 153225 -             | 2000 YH52              | 30 de desembre de 2000 | Socorro              | LINEAR         |
| 153226 -             | 2000 YZ57              | 30 de desembre de 2000 | Socorro              | LINEAR         |
| 153227 -             | 2000 YL58              | 30 de desembre de 2000 | Socorro              | LINEAR         |
| 153228 -             | 2000 YJ59              | 30 de desembre de 2000 | Socorro              | LINEAR         |
| 153229 -             | 2000 YE85              | 30 de desembre de 2000 | Socorro              | LINEAR         |
| 153230 -             | 2000 YS89              | 30 de desembre de 2000 | Socorro              | LINEAR         |
| 153231 -             | 2000 YV98              | 30 de desembre de 2000 | Socorro              | LINEAR         |
| 153232 -             | 2000 YG111             | 30 de desembre de 2000 | Socorro              | LINEAR         |
| 153233 -             | 2000 YP112             | 30 de desembre de 2000 | Socorro              | LINEAR         |
| 153234 -             | 2000 YV114             | 30 de desembre de 2000 | Socorro              | LINEAR         |
| 153235 -             | 2000 YL133             | 31 de desembre de 2000 | Anderson Mesa        | LONEOS         |
| 153236 -             | 2000 YF138             | 26 de desembre de 2000 | Bohyunsan            | Bohyunsan      |
| 153237 -             | 2001 AY1               | 3 de gener de 2001     | Desert Beaver        | W. K. Y. Yeung |
| 153238 -             | 2001 AG27              | 5 de gener de 2001     | Socorro              | LINEAR         |
| 153239 -             | 2001 AK37              | 5 de gener de 2001     | Socorro              | LINEAR         |
| 153240 -             | 2001 AG39              | 2 de gener de 2001     | Kitt Peak            | Spacewatch     |
| 153241 -             | 2001 AS46              | 15 de gener de 2001    | Socorro              | LINEAR         |
| 153242 -             | 2001 AO47              | 15 de gener de 2001    | Socorro              | LINEAR         |
| 153243 -             | 2001 AU47              | 15 de gener de 2001    | Socorro              | LINEAR         |
| 153244 -             | 2001 AQ50              | 14 de gener de 2001    | Kitt Peak            | Spacewatch     |
| 153245 -             | 2001 BK                | 17 de gener de 2001    | Oizumi               | T. Kobayashi   |
| 153246 -             | 2001 BK1               | 17 de gener de 2001    | Socorro              | LINEAR         |
| 153247 -             | 2001 BT1               | 16 de gener de 2001    | Bergisch Gladbach    | W. Bickel      |
| 153248 -             | 2001 BU6               | 19 de gener de 2001    | Socorro              | LINEAR         |
| 153249 -             | 2001 BW15              | 17 de gener de 2001    | Socorro              | LINEAR         |
| 153250 -             | 2001 BL21              | 19 de gener de 2001    | Socorro              | LINEAR         |
| 153251 -             | 2001 BR22              | 20 de gener de 2001    | Socorro              | LINEAR         |
| 153252 -             | 2001 BQ26              | 20 de gener de 2001    | Socorro              | LINEAR         |
| 153253 -             | 2001 BZ45              | 21 de gener de 2001    | Socorro              | LINEAR         |
| 153254 -             | 2001 BF47              | 21 de gener de 2001    | Socorro              | LINEAR         |
| 153255 -             | 2001 BQ53              | 17 de gener de 2001    | Haleakala            | NEAT           |
| 153256 -             | 2001 BR57              | 20 de gener de 2001    | Haleakala            | NEAT           |
| 153257 -             | 2001 BK59              | 21 de gener de 2001    | Socorro              | LINEAR         |
| 153258 -             | 2001 BZ63              | 29 de gener de 2001    | Socorro              | LINEAR         |
| 153259 -             | 2001 BY66              | 29 de gener de 2001    | Socorro              | LINEAR         |
| 153260 -             | 2001 BM67              | 31 de gener de 2001    | Socorro              | LINEAR         |
| 153261 -             | 2001 BS70              | 29 de gener de 2001    | Socorro              | LINEAR         |
| 153262 -             | 2001 CN5               | 1 de febrer de 2001    | Socorro              | LINEAR         |
| 153263 -             | 2001 CD12              | 1 de febrer de 2001    | Socorro              | LINEAR         |
| 153264 -             | 2001 CT14              | 1 de febrer de 2001    | Socorro              | LINEAR         |
| 153265 -             | 2001 CF19              | 2 de febrer de 2001    | Socorro              | LINEAR         |
| 153266 -             | 2001 CH21              | 11 de febrer de 2001   | Eskridge             | G. Hug         |
| 153267 -             | 2001 CB32              | 6 de febrer de 2001    | Socorro              | LINEAR         |
| 153268 -             | 2001 CV32              | 13 de febrer de 2001   | Socorro              | LINEAR         |
| 153269 -             | 2001 CR33              | 13 de febrer de 2001   | Socorro              | LINEAR         |
| 153270 -             | 2001 CW33              | 13 de febrer de 2001   | Socorro              | LINEAR         |
| 153271 -             | 2001 CL42              | 15 de febrer de 2001   | Socorro              | LINEAR         |
| 153272 -             | 2001 CM45              | 15 de febrer de 2001   | Socorro              | LINEAR         |
| 153273 -             | 2001 CQ46              | 13 de febrer de 2001   | Socorro              | LINEAR         |
| 153274 -             | 2001 CU49              | 3 de febrer de 2001    | Socorro              | LINEAR         |
| 153275 -             | 2001 DA10              | 16 de febrer de 2001   | Socorro              | LINEAR         |
| 153276 -             | 2001 DC32              | 17 de febrer de 2001   | Socorro              | LINEAR         |
| 153277 -             | 2001 DY40              | 19 de febrer de 2001   | Socorro              | LINEAR         |
| 153278 -             | 2001 DH49              | 16 de febrer de 2001   | Socorro              | LINEAR         |
| 153279 -             | 2001 DY50              | 16 de febrer de 2001   | Socorro              | LINEAR         |
| 153280 -             | 2001 DB52              | 16 de febrer de 2001   | Socorro              | LINEAR         |
| 153281 -             | 2001 DF56              | 16 de febrer de 2001   | Kitt Peak            | Spacewatch     |
| 153282 -             | 2001 DE69              | 19 de febrer de 2001   | Socorro              | LINEAR         |
| 153283 -             | 2001 DY91              | 20 de febrer de 2001   | Kitt Peak            | Spacewatch     |
| 153284 -             | 2001 DU109             | 21 de febrer de 2001   | Apache Point         | SDSS           |
| 153285 -             | 2001 DD111             | 16 de febrer de 2001   | Socorro              | LINEAR         |
| 153286 -             | 2001 EL7               | 2 de març de 2001      | Anderson Mesa        | LONEOS         |
| 153287 -             | 2001 EY24              | 15 de març de 2001     | Socorro              | LINEAR         |
| 153288 -             | 2001 FG4               | 16 de març de 2001     | Kitt Peak            | Spacewatch     |
| 153289 Rebeccawatson | 2001 FB10              | 22 de març de 2001     | Junk Bond            | D. Healy       |
| 153290 -             | 2001 FH11              | 19 de març de 2001     | Anderson Mesa        | LONEOS         |
| 153291 -             | 2001 FW19              | 19 de març de 2001     | Anderson Mesa        | LONEOS         |
| 153292 -             | 2001 FE27              | 18 de març de 2001     | Socorro              | LINEAR         |
| 153293 -             | 2001 FV62              | 19 de març de 2001     | Socorro              | LINEAR         |
| 153294 -             | 2001 FJ95              | 16 de març de 2001     | Socorro              | LINEAR         |
| 153295 -             | 2001 FB107             | 18 de març de 2001     | Anderson Mesa        | LONEOS         |
| 153296 -             | 2001 FF108             | 18 de març de 2001     | Socorro              | LINEAR         |
| 153297 -             | 2001 FN109             | 18 de març de 2001     | Socorro              | LINEAR         |
| 153298 Paulmyers     | 2001 FC122             | 29 de març de 2001     | Junk Bond            | D. Healy       |
| 153299 -             | 2001 FB154             | 26 de març de 2001     | Haleakala            | NEAT           |
| 153300 -             | 2001 FD159             | 29 de març de 2001     | Anderson Mesa        | LONEOS         |